# BattleTech: Gray Death Legion
BattleTech: Gray Death Legion era un progetto di videogioco per Sega Mega CD, in sviluppo fino al 1994, e mai portato a termine per via della chiusura (nel 1995) del suo sviluppatore: lo statunitense Absolute Entertainment (è verosimile che l'uscita del gioco fosse originariamente prevista anche per la console SEGA Saturn).
Si trattava di una simulazione di pilotaggio di mech, del tipo sparatutto in prima persona, ispirata al gioco da tavolo BattleTech, dell'editore di giochi di ruolo e wargame FASA.

## Trama
Nel XXII secolo, in virtù dello sviluppo dell'innovativo sistema di propulsione superluminale "Kearny-Fuchida", la civiltà umana ebbe modo d'avviare l'esplorazione e la colonizzazione del cosmo in maggiore profondità. L'estesa area della Inner Sphere fu nel corso dei secoli spartita in cinque nazioni interstellari, che divennero protagonisti di una guerra permanente fra mondi. I BattleMech, macchine da combattimento dall'aspetto antropomorfo, all'avanguardia e di grossa stazza, condotte da un'élite di piloti, i MechWarrior, divennero il mezzo principale di lotta per ogni esercito.
Nella Inner Sphere operano (principalmente al servizio delle Grandi Casate) molte compagnie mercenarie, come la Gray Death Legion, un'unità speciale, fondata nel 3024 e guidata dal colonnello Grayson Death Carlyle (fino alla sua morte, nel 3065, anno di distruzione anche della stessa legione), cresciuta fino ad avere dimensioni reggimentali e impiegata prevalentemente dalla Casata nobiliare degli Steiner.
La Legione divenne celebre per il ritrovamento, nel 3028, sul pianeta Helm (nella regione della Lega dei Mondi Liberi), di un'intera biblioteca risalente all'antica Lega Stellare, i cui documenti custoditi, generarono una rinascita tecnologica nella Inner Sphere.
Nel tempo, le rivoluzionarie tattiche di combattimento escogitate dalla Legione furono adottate dagli eserciti della Inner Sphere e insegnante presso le accademie militari.
La Gray Death Legion sviluppò anche propri mezzi da battaglia, sofisticati modelli di Battle Armor (esoscheletri da guerra, classificati come "fanteria anti-BattleMech").

## Modalità di gioco
Una demo giocabile, in versione alfa ("Playable Unreleased Demo", come da dicitura riportata sulla confezione), per SEGA Mega CD, fu resa comunque disponibile (non a livello commerciale e quasi del tutto sprovvista di tracce audio) e mostra lo stato dei lavori fino al periodo 1993/1994 (anche se, all'epoca, una versione più completa era a disposizione dei collaudatori). Essa contiene un filmato introduttivo relativo alla trama del gioco (lo sbarco orbitale di alcune unità di mech, su di un pianeta), un menu dotato delle sezioni accessibili "Operations" (a sua volta ripartita in "Tally Board", "Tactical Maps" e "Ships Library"), "Bridge", "Briefing" e "Mechbay", oltre a un livello giocabile in uno scenario semi-desertico.
In tale versione preliminare, sia la "gestione del calore" dei mech (la quale, solitamente nella serie MechWarrior, produce effetti diretti sul loro funzionamento), che la fisica delle collisioni, non sono state implementate.
La trama del gioco avrebbe dovuto dipanarsi per una trentina di livelli.

## Tecnologia
Per la progettazione del titolo BattleTech: Gray Death Legion, gli sviluppatori si stavano avvalendo dell'hardware in dotazione al dispositivo Sega Mega CD (sia per ciò che concerneva il ridimensionamento degli sprite, che per la generazione di una modalità 3D simulata per l'ambiente di gioco, caratteristiche simili entrambi allo stato Mode 7 della console Nintendo SNES).	